# John Worrall
John Worrall (Leigh, 27 novembre 1946) è un filosofo della scienza inglese.
Insegna presso la London School of Economics.

## Formazione
Worrall frequentò la Leigh Grammar School di Leigh, successivamente iniziò a studiare statistica matematica presso la London School of Economics.
Come studente LSE lesse alcune opere di Alan Musgrave e frequentò le lezioni di Karl Popper; cambiò quindi il suo corso di studi dalla statistica matematica alla filosofia. Worrall fu l'unico studente del suo anno a selezionare l'opzione Logica matematica, per la quale il tutor era Imre Lakatos.

## Carriera
Worrall è noto soprattutto per aver resuscitato la teoria del realismo strutturale nella filosofia della scienza, una visione precedentemente associata a Henri Poincaré; ha inoltre pubblicato alcuni importanti contributi sulla filosofia della medicina.
Nel febbraio 2007, Worrall è stato uno degli ospiti del programma In Our Time andato in onda su BBC Radio 4, discutendo le teorie e l'eredità di Karl Popper.
Worrall è stato presidente della British Society for the Philosophy of Science (BSPS) nel 2010-2011 e vicepresidente della società nel 2014-2015.